# أقتل أصدقائك (فلم)
أقتل أصدقائك (بالإنجليزية: Kill Your Friends) هو فيلم جريمة كوميدي بريطاني تم إنتاجه في سنة 2015 وهو من إخراج أوين هاريس وبطولة نيكولاس هولت وكريغ روبرتس وتوم رايلي وجورجيا كينغ. وقد تم عرض هذا الفيلم أول مرة في مهرجان تورونتو السينمائي الدولي في سنة 2015.

## القصة
تدور أحداث الفيلم حول ستيفن ستيلفوكس (نيكولاس هولت)، الذي يعمل في إحدى المؤسسات التي تقوم بدورها باختيار واكتشاف أصوات جديدة لتقديمها في سوق موسيقى البوب البريطاني، ولكنه في سبيل أن يكتشف مطرباً جديداً ووسط منافسة زملائه الشرسة، يقوم بفعل أشياء لم يكن يتوقع أنه سيفعلها، والتي قد تصل لحد القتل.

## البطولة
- نيكولاس هولت بدور ستيفن ستيلفوكس
- جيمس كوردن بدور روجر ووترز
- جورجيا كينغ بدور ريبيكا
- كرايغ روبرتس بدور دارين
- جين بيدوك بدور ديريك سومرس
- جوزيف ماولي بدور جيمس تريلك
- إد سكراين بدور داني رينت
- تومي رايلي بدور توني باركر هول
- إدوارد هوغ بدور دي سي وودهام
- روزانا أركيت بدور باربارا
- موريتز بليابتريي بدور رودي
- داميين مولوني بدور روس
- أل ويفر بدور بيل
- برانسون ويب بدور روب هاستنغز
- إيلا سميث بدور نيكي
- ديفيد أفيري بدور فيشر

## روابط خارجية
- مقالات تستعمل روابط فنية بلا صلة مع ويكي بيانات